# Škoda Felicia
La Škoda Felicia est une berline compacte commercialisée en octobre 1994 par le constructeur automobile tchèque Škoda. C’est la première voiture de la marque à avoir été conçue sous l’ère Volkswagen. La production est arrêtée en juin 2001 pour laisser place à la Fabia.

## La première Škoda de Volkswagen
Le 16 avril 1991, Škoda devient officiellement une marque du groupe Volkswagen AG. La remplaçante de la Favorit, âgée de trois ans, sera donc la première Škoda imaginée sous la direction du géant allemand. Cette nouvelle voiture, nommée Felicia (en référence à un petit roadster produit par la marque au début des années 1960), est présentée fin octobre 1994 sur le Pont Charles à Prague. Il s’agit d’une importante remise à niveau de la Favorit, dont la qualité de fabrication avait déjà fait un bond en avant. La Felicia est équipée de deux moteurs d’origine Volkswagen, à savoir :
- Un moteur essence 1,6 à 8 soupapes à injection multri-points de 75 ch
- Un moteur Diesel atmosphérique 1,9 à 8 soupapes de 64 ch

Et d'un moteur essence en aluminium d'origine Škoda , 1,3 à 8 soupapes de 54 ch (Š 781.135) et 68 ch (Š 781.136). 

## Une gamme complète
La Škoda Felicia commence à être produite dès le 17 octobre 1994 dans l'usine de Mladá Boleslav.
En juin 1995, apparaît le break, nommé Combi, et rallongé de 35 cm. Il reçoit les mêmes moteurs que la berline, et sera décliné en version fourgonnette Vanplus.
Un pick-up classique est également proposé et elle est sortie en octobre 1995 (1 an après la commercialisation de la Felicia).
Sur la base du pick-up en 1996, Škoda présente : la Felicia Fun. Uniquement de couleur jaune, extérieur comme intérieur, La Felicia Fun propose une banquette arrière à 2 places qui pour se déplier fait reculer dans la benne la paroi et la vitre de arrière de la cellule. En position fermée, elle se trouve derrière les sièges avant.
La Felicia est restylée en juin 1998. On note les nouveaux tons de l’intérieur, la nouvelle calandre, et les boucliers peints. La même année, Škoda présente une version à toit ouvrant automatique.
Si sa remplaçante Fabia est présentée dès 1999, la Felicia survit grâce à de nombreuses séries limitées : Saga, Samba, Gemini, Perfect, Magic, Active, Laurin & Klement, etc.
En 2000, la Vanplus et la Fun sont retirées du marché. Afin de laisser totalement la place à la Fabia, la berline et le break font de même en juin 2001.

## Ventes
Au total, 1 420 489 Felicia ont été produites en six ans et demi de carrière :
- 915 843 Škoda Felicia
- 351 905 Škoda Felicia Combi
- 124 565 Škoda Pick-up (auxquels il faut ajouter 19 000 exemplaires badgés Volkswagen Caddy destinés à l'Amérique latine)
- 9 176 Škoda Felicia Fun et Felicia Vanplus (dont environ 4 000 Felicia Fun)

## Galerie

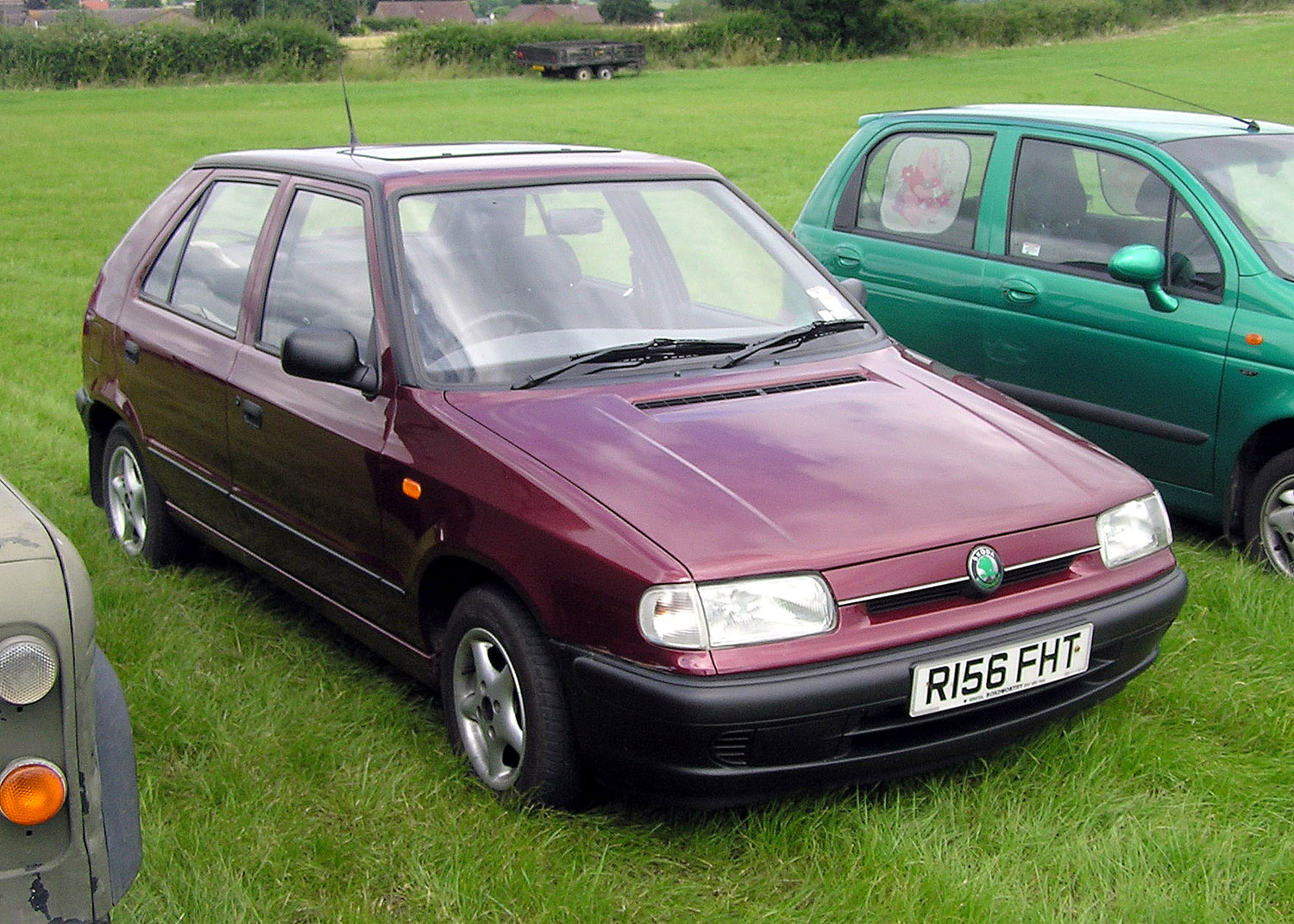
Škoda Felicia phase 1
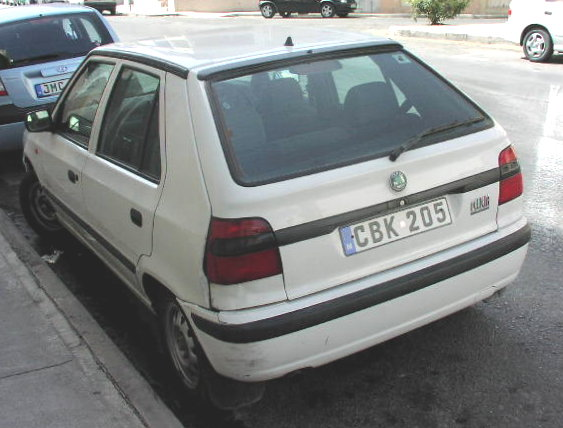
Škoda Felicia phase 2
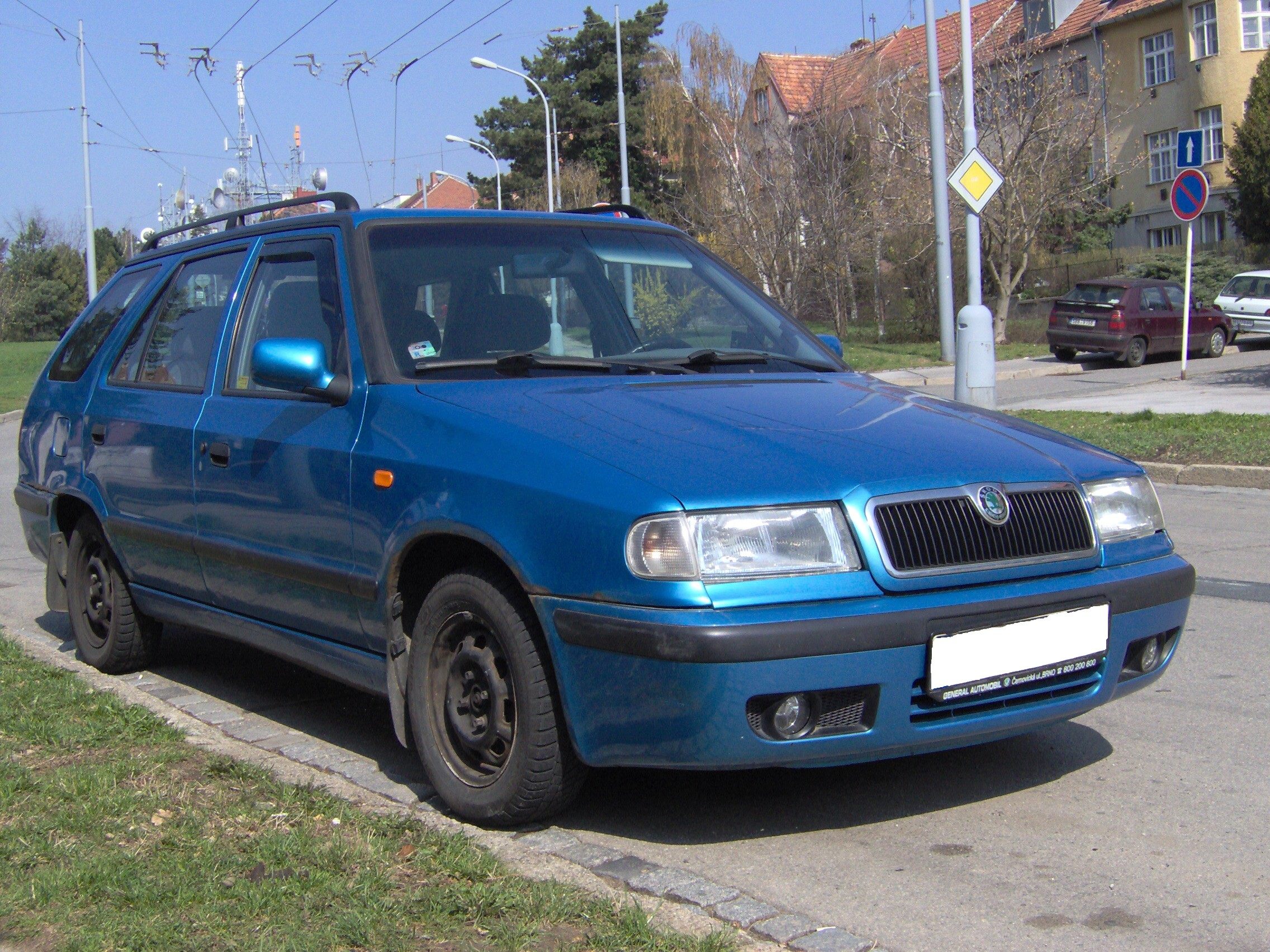
Škoda Felicia Combi phase 2
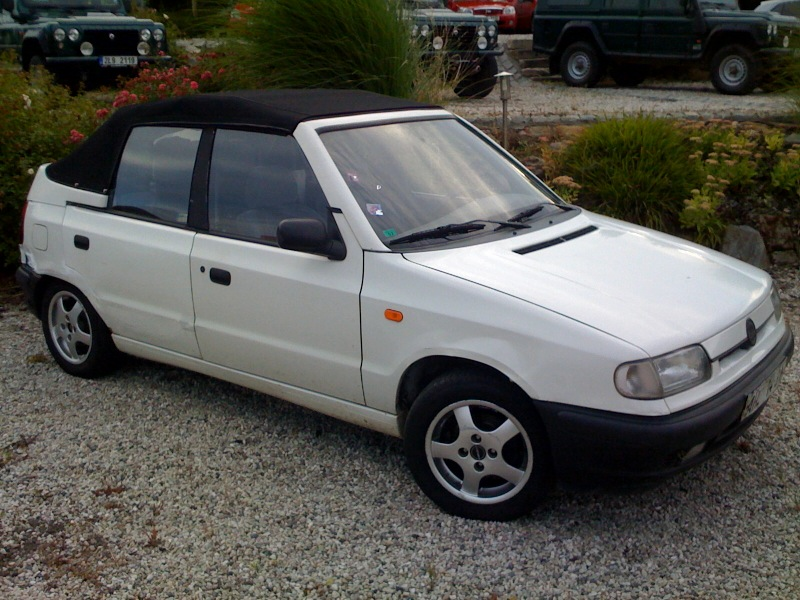
Škoda Felicia carrossée par MTX
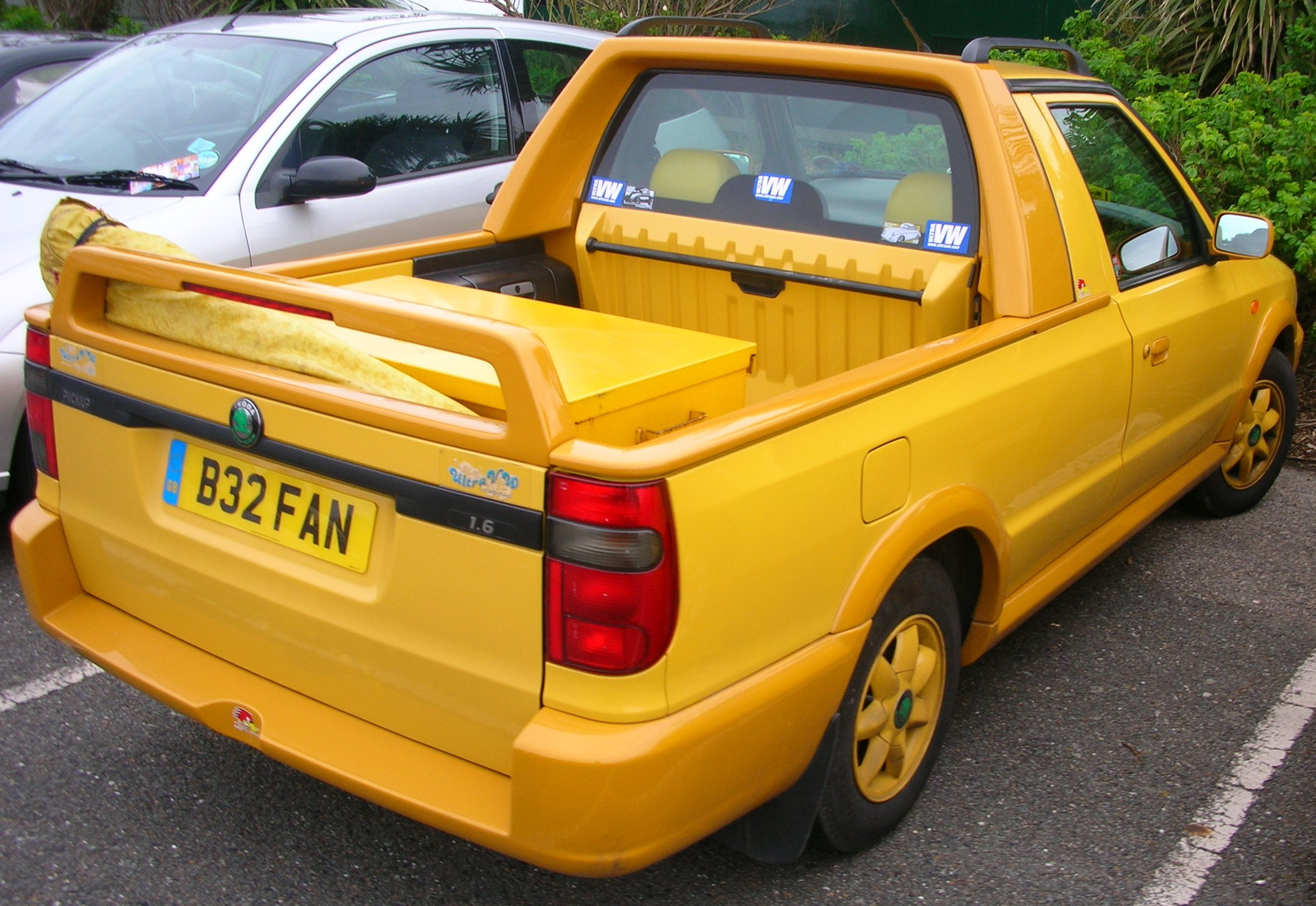
Škoda Felicia Fun
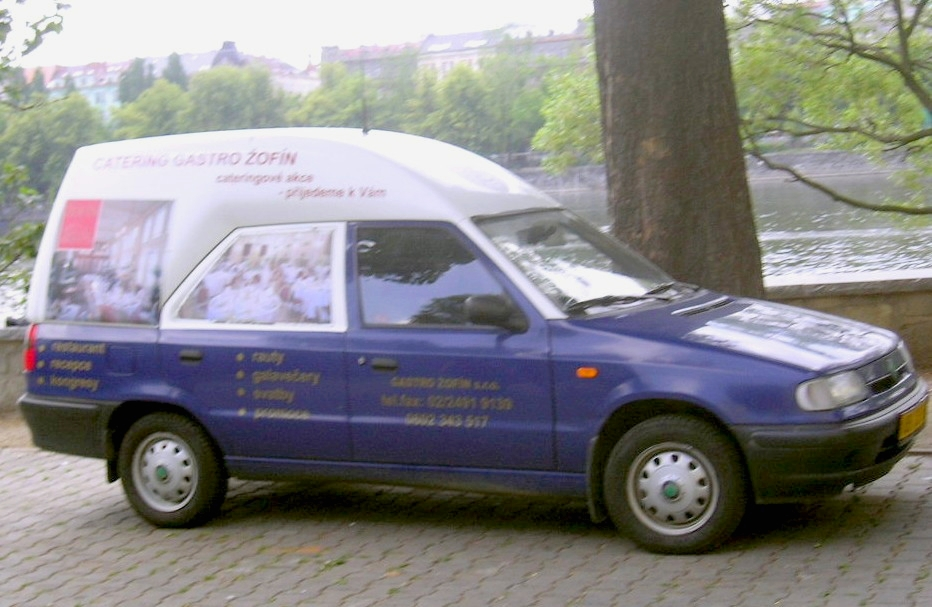
Škoda Felicia Van Plus
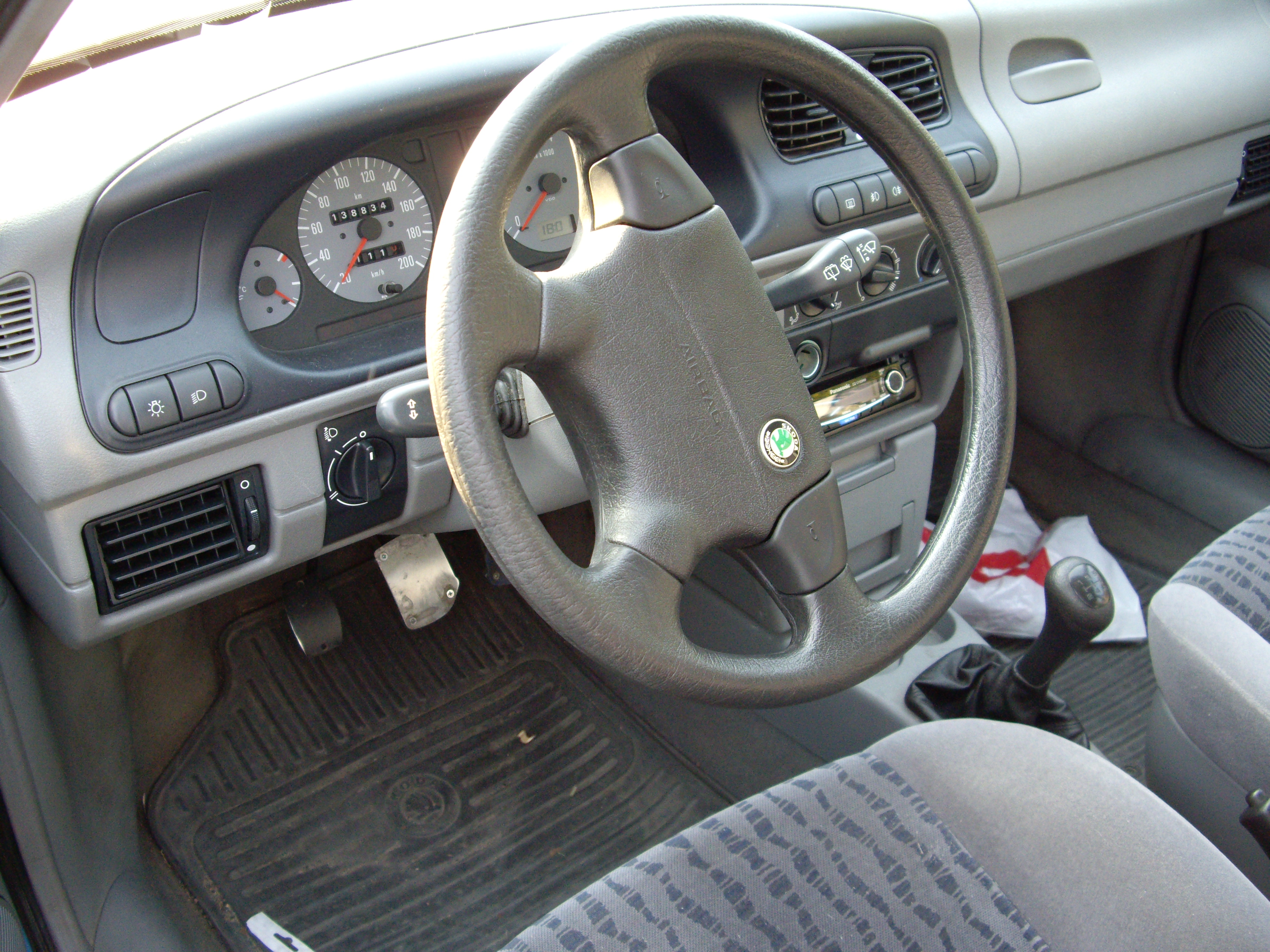
Intérieur de la Škoda Felicia phase 2
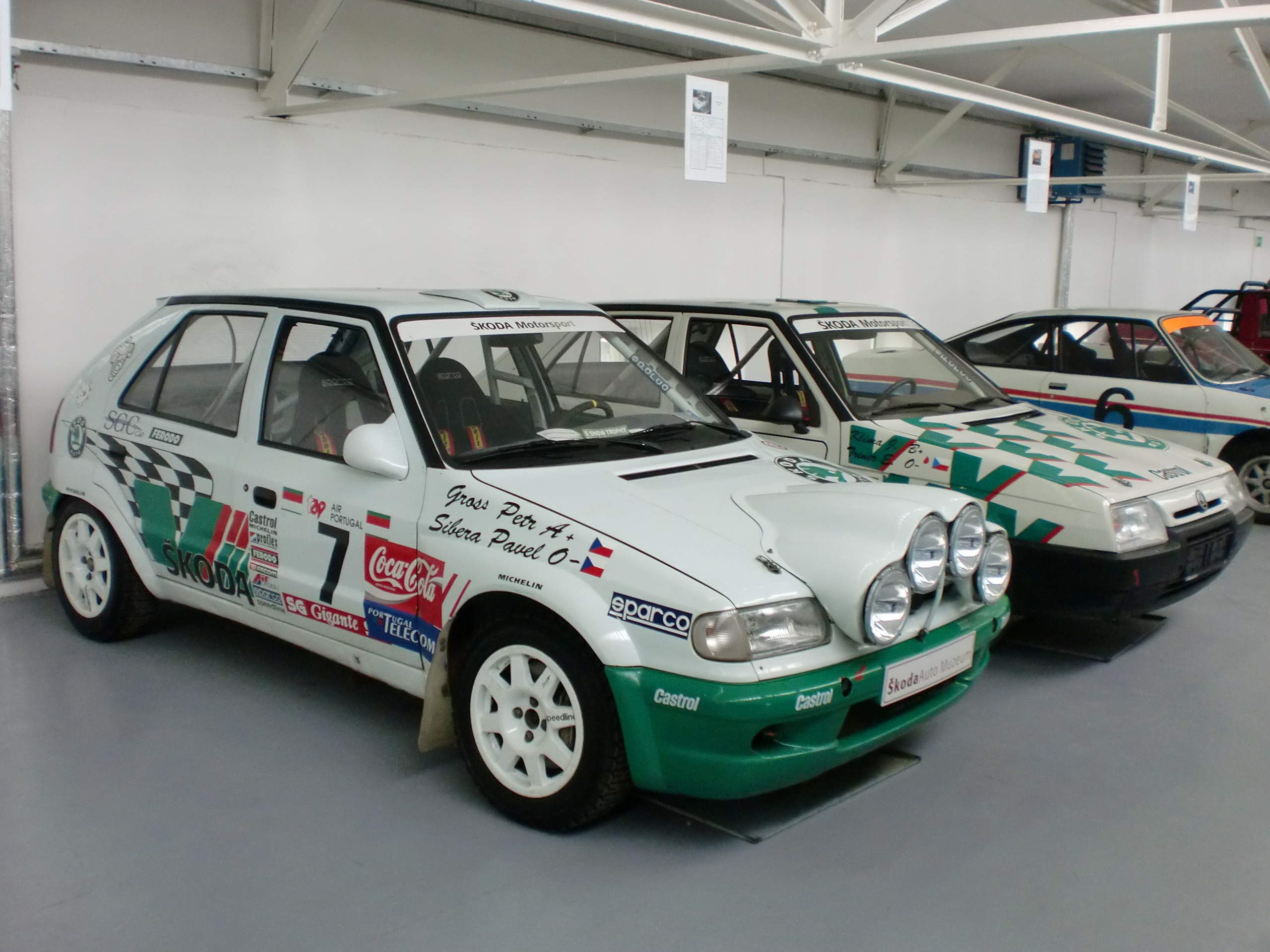
Škoda Felicia Kit Car